# Lala (Lanao del Norte)
Lala è una municipalità di seconda classe delle Filippine, situata nella Provincia di Lanao del Norte, nella Regione del Mindanao Settentrionale.
Lala è formata da 27 baranggay:
- Abaga
- Andil
- Cabasagan
- Camalan
- Darumawang Bucana
- Darumawang Ilaya
- El Salvador
- Gumagamot
- Lala Proper (Pob.)
- Lanipao
- Magpatao
- Maranding
- Matampay Bucana
- Matampay Ilaya

- Pacita
- Pendolonan
- Pinoyak
- Raw-an
- Rebe
- San Isidro Lower
- San Isidro Upper
- San Manuel
- Santa Cruz Lower
- Santa Cruz Upper
- Simpak
- Tenazas
- Tuna-an